# Trebostovo
Trebostovo (in ungherese Kistorboszló) è un comune della Slovacchia facente parte del distretto di Martin, nella regione di Žilina.